# Завердужье (деревня)
Завердужье — деревня в Волошовском сельском поселении Лужского района Ленинградской области.

## История
По переписи 1710 года деревня Завердужье числилась за Евстратом и его малолетними братьями Петром, Дмитрием и Никифором Пажинскими, в деревне был помещичий скотный двор, где жили шестеро крепостных и два пустых крестьянских двора.
Деревня Задружья упоминается на карте Санкт-Петербургской губернии 1792 года А. М. Вильбрехта.
Как деревня Завердужье она упоминается на карте Санкт-Петербургской губернии Ф. Ф. Шуберта 1834 года и при ней усадьба помещика Мошагина.

ЗАВЕРДУЖЬЕ — деревня принадлежит штабс-капитанше Ирине Полуграблиной, число жителей по ревизии: 39 м. п., 42 ж. п. (1838 год)

В середине XIX века в деревне была возведена деревянная часовня во имя Святого Николая Чудотворца.
Деревня Завердужье отмечена на карте профессора С. С. Куторги 1852 года.

ЗАВЕРДУЖЬЕ — деревня госпожи Еремеевой, по просёлочной дороге, число дворов — 5, число душ — 20 м. п. (1856 год)

ЗАВЕРДУЖЬЕ — деревня, число жителей по X-ой ревизии 1857 года: 24 м. п., 36 ж. п. (из них дворовых людей — 5 м. п., 7 ж. п.)

ЗАВЕРДУЖЬЕ — деревня и мыза владельческие при озере Завердужском, число дворов — 6, число жителей: 24 м. п., 39 ж. п. (1862 год)

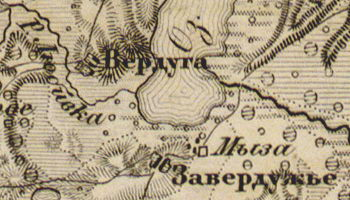
Деревня Завердужье на карте 1863 года

Согласно карте из «Исторического атласа Санкт-Петербургской Губернии» 1863 года к северу от деревни, на берегу озера находилась мыза.
В 1877—1878 годах временнообязанные крестьяне деревни выкупили свои земельные наделы у И. Ф. Еремеевой и стали собственниками земли.

ЗАВЕРДУЖЬЕ — деревня Горнешенского общества Бельско-Сяберской волости, согласно подворной описи 1882 года:

домов — 15, душевых наделов — 17,  семей — 11, число жителей — 29 м. п., 32 ж. п.; разряд крестьян — собственники

Согласно материалам по статистике народного хозяйства Лужского уезда 1891 года, имение при селении Завердужье площадью 1663 десятин принадлежало коллежскому регистратору О. П. Еремееву, имение было приобретено в 1880 году за 7000 рублей, в имении была мельница с конным приводом.
В XIX — начале XX века деревня административно относилась к Бельско-Сяберской волости 4-го земского участка 2-го стана Лужского уезда Санкт-Петербургской губернии.
По данным «Памятной книжки Санкт-Петербургской губернии» за 1905 год деревня Завердужье входила в Горнешенское сельское общество, 1690 десятин земли в ней принадлежали дворянину Семёну Христофоровичу Иванову.
С 1917 по 1927 год деревня находилась в составе Вердужского сельсовета Бельско-Сяберской волости Лужского уезда, затем в составе Лужского района.
Согласно областным административным данным деревня называлась также Завербужье.
По данным 1933 года деревня Завердужье входила в состав Вердушского сельсовета Лужского района.
В 1940 году население деревни составляло 100 человек.
C 1 августа 1941 года по 31 января 1944 года деревня находилась в оккупации.
В 1965 году население деревни составляло 47 человек.
По данным 1966 и 1973 годов деревня Завердужье входила в состав Вердужского сельсовета.
В 1989 году деревня насчитывала 20 дворов.
По данным 1990 года деревня Завердужье входила в состав Волошовского сельсовета
В 1997 году в деревне Завердужье Волошовской волости проживали 4 человека, в 2002 году — 23 человека (все русские).
В 2007 году в деревне Завердужье Волошовского СП вновь проживали 4 человека.

## География
Деревня расположена в западной части района на автодороге 41К-145 (Ретюнь — Сара-Лог).
Расстояние до административного центра поселения — 7,5 км.
Расстояние до ближайшей железнодорожной станции Серебрянка — 60 км.
Деревня находится на южном берегу озера Завердужье.

## Демография
| 1710 | 1838 | 1862 | 1940 | 1965 | 1997 | 2007 |
| ---- | ---- | ---- | ---- | ---- | ---- | ---- |
| 6    | ↗81  | ↘63  | ↗100 | ↘47  | ↘4   | →4   |
| 2010 | 2017 |      |      |      |      |      |
| ↗12  | ↘5   |      |      |      |      |      |